# 新戊二醇
新戊二醇，分子式C5H12O2，有机化合物，常用于化学纤维、涂料、润滑剂等的合成生产过程中。

## 性质
白色无臭结晶，有吸湿性。易溶于水、低级醇类、酮、醚和芳烃等。低毒。自燃点399°C。升华温度210°C。

## 制备
甲醛与异丁醛於30～35°C、pH＝9～11、碱催化下经羟醛加成生成羟基叔丁醛，后者再与甲醛（作还原剂）在碱性溶液中发生Cannizzaro反应，得到新戊二醇和甲酸钠。反应后用甲酸中和多余的碱，经减压蒸馏脱水，分层萃取除甲酸钠，冷却、结晶、分离，得新戊二醇成品。

## 用途
新戊二醇主要用于制取不饱和聚酯树脂、聚酯树脂、醇酸树脂、聚氨酯泡沫塑料与合成润滑油，以及用于弹性体增塑剂和涂料。此外新戊二醇也用于生产杀虫剂、药物、阻聚剂、稳定剂、润滑油添加剂，还用作溶剂。在化纤生产过程中，添加新戊二醇可以增强纤维的耐热性能。